# 徐慶鐘

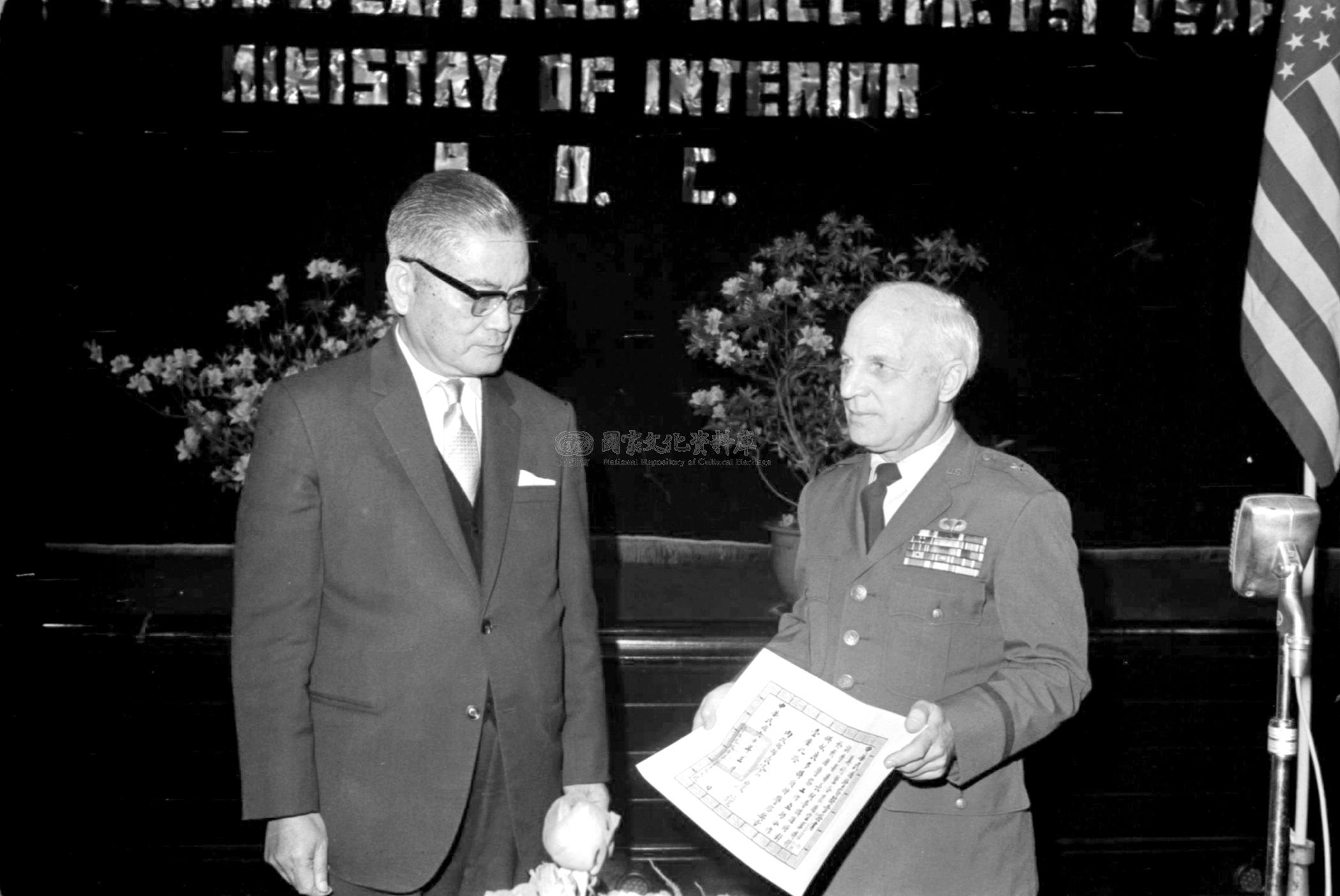
1971年3月12日，內政部長徐慶鐘（左）代表政府以警察獎章乙座，頒贈給駐台美軍特別調查署署長柯普祺准將（右），酬庸他對我國警政工作上的協助和卓越貢獻。

徐慶鐘（1907年7月19日—1996年3月13日），中華民國政治人物、中國國民黨籍，曾任內政部部長，也是第一位出任行政院副院長及代理院長的臺灣本省籍人士（客家籍）。

## 簡歷
徐慶鐘出生於台灣日治時期的臺北廳艋舺區艋舺街，客家人，祖籍廣東省嘉應州鎮平縣，曾祖父在清高宗乾隆年間由廣東遷居臺北艋舺（今台北市萬華區）。
1945年10月，臺北帝國大學交國民政府接收前最後1次授予博士學位，徐慶鐘和徐水泉2位卒業留校任助手（日大學教職分教授、助教授、助手）得到農學博士學位，成為台灣本土培養出來的2位最早的在地人農學博士。
國府教育部在11月15日完成接收，暫名國立臺北大學，不久核定校名為國立臺灣大學，派羅宗洛任代理校長，羅代理校長聘徐慶鐘為農學院教授，是第1位台灣本土出身的教授級師資（台灣人還有徐水泉、李添春、楊祖馨、謝伯東4位副教授，4位講師，3位助教，1位技士；教授共19位，漢人只有徐慶鐘和農學院院長蔡邦華，17位是留用的日本人）。
徐慶鐘被陳儀聘為行政長官公署參議兼土地委員會專門委員而進入政界，與嚴家淦同屬陳儀班底和國民黨政學系。魏道明主席任內，獲任省政府委員兼農林處處長，陳誠主席任內任省政府農林廳廳長。
嚴家淦任行政院院長時，徐獲任為內政部部長並為行政院政務委員。1975年蔣中正逝世，嚴家淦接任總統，蔣經國任行政院院長，徐獲聘為行政院副院長。蔣經國當選總統，徐以行政院副院長代理院長13天，直到孫運璿接任。
徐慶鐘對臺灣的農業經濟改革有著重大的貢獻，如果孫運璿、李國鼎等稱為臺灣工業經濟推手，徐慶鐘應稱為臺灣農業經濟推手。他還擔任過中國國民黨副秘書長、中央委員、中央常務委員等黨職。
徐慶鐘是中國國民黨前主席、已故中華民國前總統李登輝在台大農學院讀書時的老師。

## 家庭
- 妻子徐黃珍為「龜甲萬醬油」台灣總經理黃鐵長女，畢業於臺北市立中山女子高級中學，於1983年去世。
- 長子徐淵濤，1941年生，中國文化大學法律系畢業，著有《替李登輝卸妝：李登輝恩師遺族的真實歷史見證》
- 次子徐淵靜現為國立交通大學兼任教授。
- 女兒徐黎月為資深畫家